# Championnats d'Europe de taekwondo 1996
Navigation
Édition précédente Édition suivante
Les championnats d'Europe de taekwondo 1996 ont été organisés du 26 au 27 octobre 1996 à Helsinki, en Finlande. Il s'agissait de la onzième édition des championnats d'Europe de taekwondo.